# Monticchio (L'Aquila)
Monticchio est un hameau de la ville de L'Aquila  à environ 9 km de la capitale, à l'origine inclus dans la commune supprimée de Bagno, qui forme maintenant la onzième circonscription (Bagno-Monticchio).

## Démographie
Cette localité a une population d'environ 1000 habitants et est située à une altitude d'environ 600 mètres, sur les pentes du Mont Cagno, dans la Vallée de l'Aterno. Dans son voisinage se trouve une importante zone artisanale et industrielle dans la banlieue est de l'Aquila (Bazzano).

## Géographie
L'endroit est situé dans la vallée de l'Aterno, un lieu dominé, avant le XIIIe siècle, par la ville d'Aveja et, par la suite, Forcona (site archéologique situé dans la zone de Bagno).

## Histoire
La ville a été à l'origine connue comme Monticlus, puis Montecchj, puis Montecchio ou Monticchio et caractérisée uniquement par l'agglomération de quelques maisons dans la zone rurale, puis s'est développée à partir du XIIIe siècle, lorsque fut construite l'église paroissiale de Saint-Nicolas. En 1254, Monticchio a participé, avec d'autres châteaux de la région, à la fondation de l'Aquila.
Monticchio est connu dans le risorgimento italien pour à voir été un important centre de recrutement des carbonari, comme en témoigne la venue dans la région de Giuseppe Garibaldi. Durant la première guerre mondiale,  la cité a perdu sa personnalité la plus célèbre, le lieutenant Andrea Bafile, auquel une médaille d'or du mérite militaire a été décernée à titre posthume. Monticchio a été rattachée à la commune de Bagno après l'unification de l'Italie, puis fut réunie à la capitale en 1927 pour la formation de la Grande Aquila, compte tenu de la suppression et de l'annexion par la ville de l'Aquila des municipalités d'Arischia, Bagno, Camarde, Lucoli, Paganica, Preturo, Roio, Sassa.
En 2009 Monticchio a été frappé, ainsi que les autres villes du bassin de l'Aquila, par le seisme de l'Aquila, où un grave effondrement de nombreuses maisons a été enregistré et une personne a perdu la vie. Malgré la proximité de l'épicentre, le secteur a néanmoins subi des dommages et des victimes dans une proportion beaucoup plus faible que d'autres endroits de la région, y compris Onna, probablement aussi en raison de la nature géologique du terrain, rocheux dans le cas de Monticchio et argileux dans le cas d'Onna.

## Patrimoine
Le monastère de Saint Nicolas de Bari
Le monastère a été construit au XIIIe siècle, et reconstruit après le tremblement de terre de 1703. Il a un aspect compact, constitué d'une église et d'un bâtiment destiné à accueillir les pèlerins. La façade est du dix-huitième siècle, avec un portail à colonnes classiques avec une petite rosace au centre. Le clocher-mur comporte deux niveaux. L'intérieur d'époque baroque a une seule nef, et dispose d'une statue historique dédiée à saint Pasquale Baylón. En outre, il y a un orgue précieux de Luca Nieri di Leonessa, datant du XVIIe siècle. La perspective est composée de 21 tiges cylindriques en étain à travée unique, avec une cuspide centrale et des ailes latérales. Dans le boîtier il y a un soufflet de lanterne du dix-neuvième siècle qui a remplacé le soufflet de coin classique.